# Slopestyle

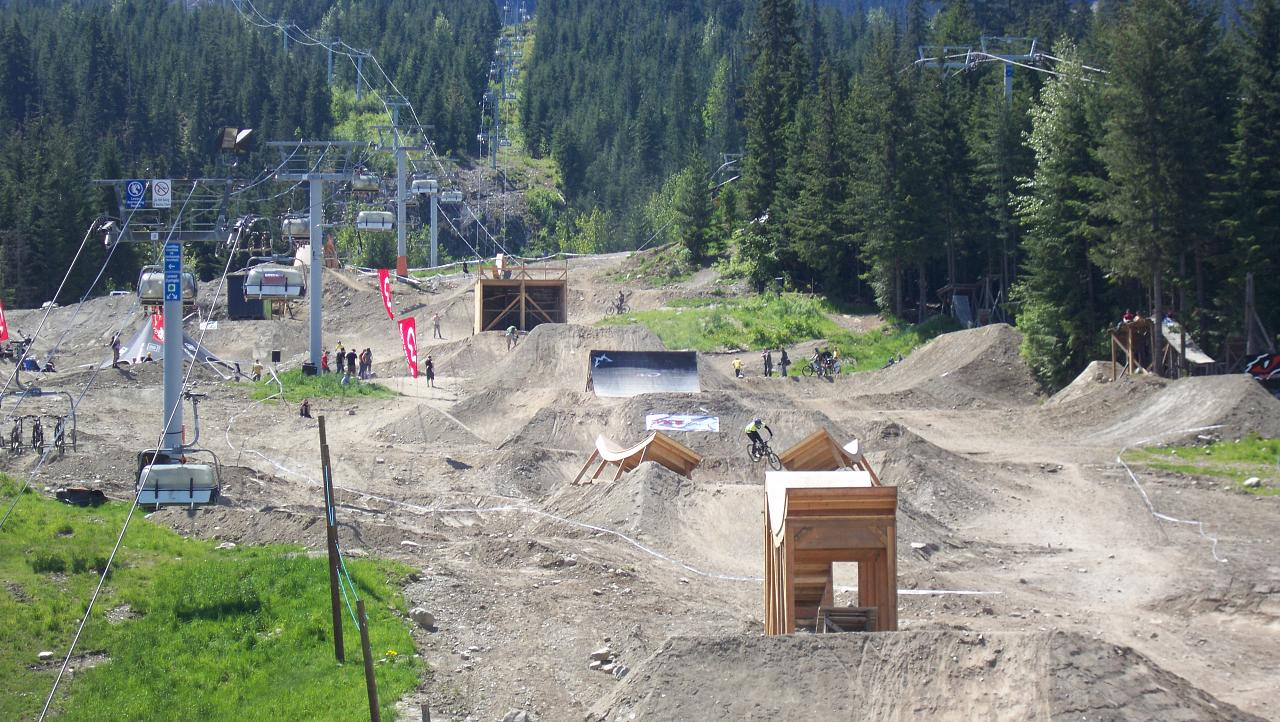
Slopestyle-Parcours für Mountainbikes

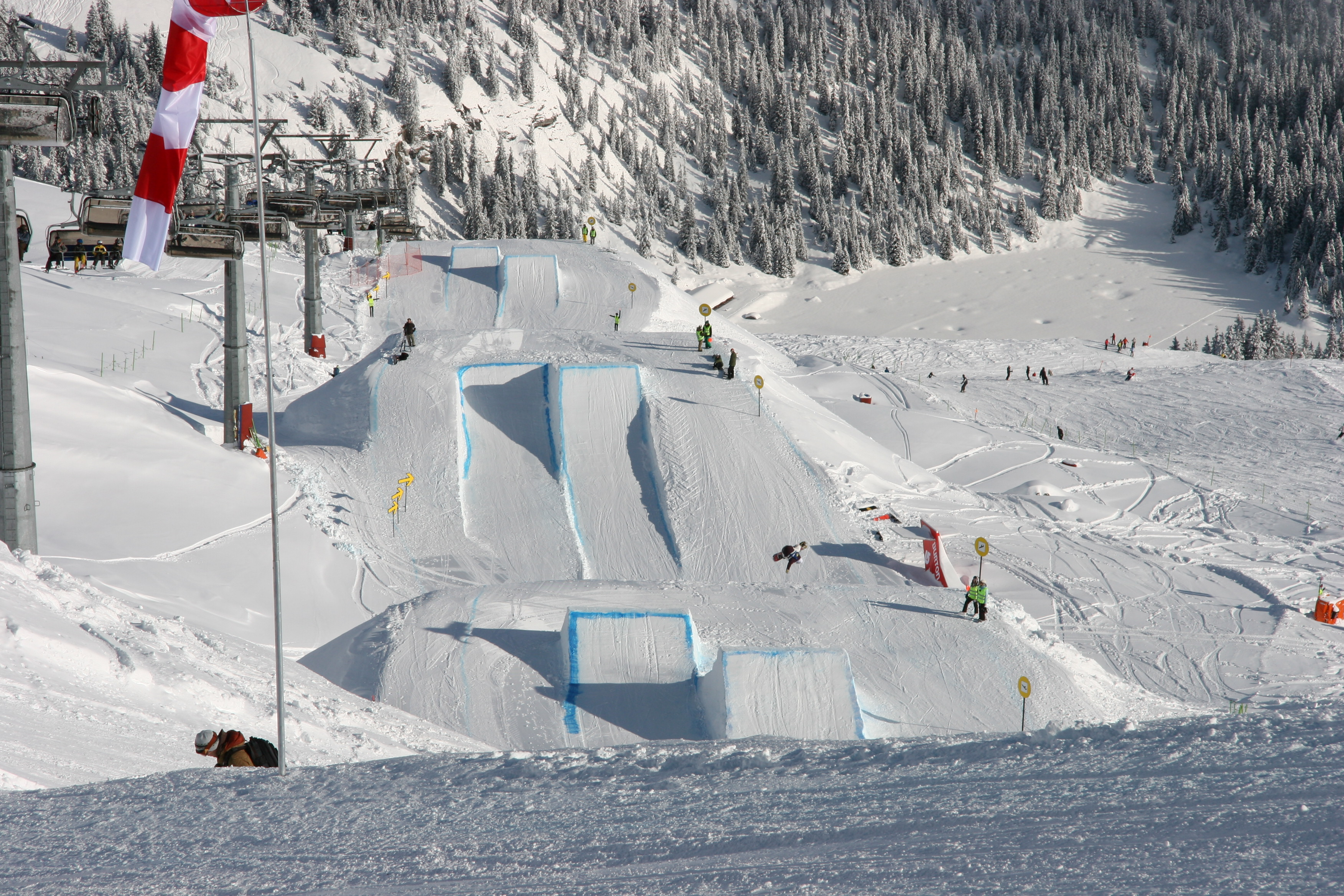
Slopestyle-Parcours für Ski und Snowboard

Slopestyle oder Hindernisparcoursstil ist eine Wettkampfform, die aus dem Snowboard- und Freeskiing kommt. Sie findet zunehmend auch im Mountainbike-Fahren Verbreitung. Dabei wird ein Parcours mit unterschiedlichen Hindernissen auf Mountainbike, Snowboard oder Ski in einem zusammenhängenden Lauf durchfahren und die Fahrt von einem Preisrichter bewertet.
Das Parcoursdesign für Mountainbike und Snowboard bzw. Ski ist sehr ähnlich. Ein Mountainbike-Hindernisparcours setzt sich aus Drops (bis zu zehn Metern Höhe), Dirtjumps, Wallrides und weiteren Hindernissen zusammen. Der Parcours ist so gestellt, dass die Fahrer mehrere Möglichkeiten haben, die einzelnen Elemente zu kombinieren. Es wird gewertet, wie der Fahrer die einzelnen Elemente nutzt, welche Tricks er vollführt und wie eindrucksvoll er diese Tricks durchführt. Der Fahrer verwendet beim Mountainbiken ein möglichst stabiles und wendiges Rad, um möglichst schwierige Tricks zu meistern. Die Fahrer werden von Judges (Schiedsrichtern) bewertet.
Das Internationale Olympische Komitee nahm am 4. Juli 2011 Slopestyle in das Programm der Olympischen Winterspiele 2014 auf. Dazu gehören Slopestyle für Skifahrer und Snowboarder. Erste Olympiasieger im Snowboard Slopestyle wurden Jamie Anderson und Sage Kotsenburg, im Freestyle-Skiing Dara Howell und Joss Christensen.